# Mrauk-U
Mrauk-U är ett distrikt i Myanmar.   Det ligger i regionen Rakhinestaten, i den västra delen av landet, 300 km väster om huvudstaden Naypyidaw.